# Иванов, Константин Васильевич (Герой Советского Союза)
Константи́н Васи́льевич Ивано́в (1922—1987) — участник Великой Отечественной войны, командир эскадрильи 723-го штурмового авиационного полка (211-я штурмовая авиационная дивизия, 3-я воздушная армия, 1-й Прибалтийский фронт), старший лейтенант. Герой Советского Союза (1945).

## Биография
Родился 20 февраля 1922 года в городе Новониколаевске (ныне Новосибирск) в семье военнослужащего. Русский.
Окончил саратовскую среднюю школу № 16 и аэроклуб в 1940 году, а в 1941 году — Энгельскую военную авиационную школу. В течение двух лет работал лётчиком-инструктором в авиационном училище.
С августа 1943 года до конца Великой Отечественной войны сражался на Калининском и 1-м Прибалтийском фронтах. Принимал участие в освобождении Смоленской и Псковской областей, Белоруссии и прибалтийских республик.
После войны продолжал службу в ВВС. 24 июня 1945 года Константин Васильевич Иванов принимал участие в Параде Победы в Москве. В 1950 году окончил Военно-воздушную академию. В 1964 — Челябинский педагогический институт. С 1968 года полковник Иванов К. В. — в запасе.
Жил в городе Челябинске. Работал старшим инженером производственного объединения «Полёт».
Умер 29 декабря 1987 года. Похоронен в Челябинске на Успенском (Цинковом) кладбище (квартал 25).

## Память
- В Новосибирске имя Иванова увековечено на Аллее Героев у Монумента Славы.
- В Челябинске на фасаде дома, в котором жил Герой, в память о нём установлена мемориальная доска[1].

## Награды и память
- Звание Героя Советского Союза с вручением ордена Ленина и медали «Золотая Звезда» (№ 5348) Иванову Константину Васильевичу присвоено указом Президиума Верховного Совета СССР от 23 февраля 1945 года за 92 боевых вылета на штурмовике Ил-2, нанесение большого урона противнику и проявленные при этом отвагу и мужество.
- Награждён также двумя орденами Красного Знамени (1943, 1944), орденами Александра Невского (1944), двумя орденами Отечественной войны 1-й степени (1943, 1985), орденом Красной Звезды (1955), медалью «За боевые заслуги» (1950) и другими медалями.